# Чех, Марек (словацкий футболист)
Ма́рек Чех (словац. Marek Čech, 26 января 1983, Требишов, Чехословакия) — словацкий футболист, защитник. Может также выступать на позиции левого полузащитника.

## Клубная карьера
Марек Чех до перехода в «Порту» успел поиграть за братиславский «Интер» и пражскую «Спарту».
В 2005 году Чех перешёл в «Порту» к тренеру Ко Адриансе, и в первый же год выиграл вместе со командой чемпионат и Кубок Португалии.
15 июля 2008 года Марек Чех подписал контракт с «Вест Бромвич Альбион» и обошёлся новому клубу в 1,4 миллиона фунтов стерлингов. Дебют Чеха за Вест Бромвич состоялся в первой игре сезона 2008/09 в матче против «Арсенала», однако в той игре он был заменён, а «Вест Бромвич Альбион» проиграл. По словам бывшего тренера Тони Моубрея, Чех был куплен для конкуренции в защите с Полом Робинсоном. В том сезоне он появился на поле всего в 11 встречах.
После отставки Тони Моубрея и продажи П. Робинсона Марек Чех стал важным игроком основы в команде Роберто Ди Маттео. Первый гол за «Вест Бромвич Альбион» Чех забил 12 сентября 2009 года в матче против «Плимут Аргайл», сделав в том матче дубль. В мае 2011 года Чех покинул команду, а 31 августа 2011 перешёл в «Трабзонспор»

## Международная карьера
Чех дебютировал за сборную Словакии 9 июля 2004 года в товарищеском матче против сборной Японии. Регулярно выходил в основном составе во время отборочного турнира к чемпионату Европы 2008 года. За сборную Словакии Марек Чех забил 5 голов в 47 матчах.

### Голы за сборную
| #   | Дата            | Место                  | Противник  | Сделал счёт | Итоговый результат | Соревнование           |
| --- | --------------- | ---------------------- | ---------- | ----------- | ------------------ | ---------------------- |
| 01. | 8 сентября 2007 | Братислава, Словакия   | Ирландия   | 2:2         | 2:2                | Квалификация Евро 2008 |
| 02. | 8 сентября 2007 | Серравалле, Сан-Марино | Сан-Марино | 4:0         | 5:0                | Квалификация Евро 2008 |
| 03. | 8 сентября 2007 | Серравалле, Сан-Марино | Сан-Марино | 5:0         | 5:0                | Квалификация Евро 2008 |
| 04. | 6 июня 2009     | Братислава, Словакия   | Сан-Марино | 1:0         | 7:0                | Квалификация ЧМ-2010   |
| 05. | 6 июня 2009     | Братислава, Словакия   | Сан-Марино | 3:0         | 7:0                | Квалификация ЧМ-2010   |

## Достижения
- Чемпион Словакии 2000/01 («Интер»)
- Обладатель Кубка Словакии 2000/01 («Интер»)
- Чемпион Чехии 2004/05 («Спарта»)
- Чемпион Португалии 2005/06 и 2006/07 («Порту»)
- Обладатель Кубка Португалии 2005/06 («Порту»)
- Обладатель Суперкубка Португалии 2006 («Порту»)